# Elecciones generales de Turquía de 1946
Las elecciones generales de Turquía se llevaron a cabo el 21 de julio de 1946, siendo estos comicios históricos para el país, pues fueron las primeras elecciones multipartidistas de Turquía desde su conversión en República en 1923, luego de que el Partido Republicano del Pueblo permitió la participación de la oposición. El resultado, sin embargo, mantuvo la hegemonía del Partido Republicano del Pueblo, que obtuvo 395 escaños en el parlamento.

## Resultados

### Parlamento
| Partido                        | %    | Escaños |
| ------------------------------ | ---- | ------- |
| Partido Republicano del Pueblo | 84.9 | 395     |
| Partido Demócrata              | 13.7 | 64      |
| Independientes                 | 1.4  | 6       |
| Total                          | 80.9 | 465     |

### Presidente
El presidente de Turquía es elegido por la Asamblea Nacional para un mandato de cinco años.
|  | 83.4 % |

|  | 12.7 % |

|  | 0.4 % |